# Emilio de Villota
Emilio de Villota Ruíz (Madrid, 1946. július 26. –) spanyol autóversenyző.

## Pályafutása
1976 és 1982 között tizenöt Formula–1-es versenyen vett részt. Ez időszak alatt azonban csak két alkalommal tudta magát kvalifikálni a futamra is. Legjobb eredményét az 1977-es spanyol nagydíjon érte el, amikor is a tizenharmadik helyen ért célba.
1980-ban megnyerte a brit Formula–1-es bajnokságot.
1981 és 1986 között három alkalommal állt rajthoz a Le Mans-i 24 órás autóversenyen. Legelőkelőbb helyezését Fermín Velez és George Fouché váltótársaként érte az 1986-os futamon. Emilioék a Danone Porsche España csapatával a negyedik helyen végeztek a versenyen.
Emilio jelenleg csapattulajdonosként tevékenykedik. Csapata az EmiliodeVillota.com Motorsport 2010-ben a European F3 Open, valamint a Superleague Formula sorozatokban van jelen.

## Magánélete
Emilio két gyermeke, Emilio jr. és María szintén autóversenyzők. María 2012. július 3-án egy tesztelés során autóbalesetet szenvedett a duxfordi repülőtéren. Jobb szemét el kellett távolítani. María 2013. október 11-én egy sevillai hotelszobában szívroham következtében elhunyt.

## Eredményei

### Teljes Formula–1-es eredménysorozata
(Táblázat értelmezése)

(Félkövér: pole-pozícióból indult; dőlt: leggyorsabb kört futott) 

| Év   | Csapat            | Modell        | Motor       | 1   | 2   | 3   | 4      | 5      | 6      | 7      | 8      | 9      | 10     | 11     | 12     | 13  | 14     | 15  | 16  | 17  | Helyezés | Pont |
| ---- | ----------------- | ------------- | ----------- | --- | --- | --- | ------ | ------ | ------ | ------ | ------ | ------ | ------ | ------ | ------ | --- | ------ | --- | --- | --- | -------- | ---- |
| 1976 | RAM Racing        | Brabham BT44B | Cosworth V8 | BRA | RSA | USW | ESP Nk | BEL    | MON    | SWE    | FRA    | GBR    | GER    | AUT    | NED    | ITA | CAN    | USA | JPN |     |          | 0    |
| 1977 | Iberia            | McLaren M23   | Cosworth V8 | ARG | BRA | RSA | USW    | ESP 13 | MON    | BEL Nk | SWE Nk | FRA    | GBR Nk | GER Nk | AUT 17 | NED | ITA Nk | USA | CAN | JPN |          | 0    |
| 1978 | Centro Asegurador | McLaren M23   | Cosworth V8 | ARG | BRA | RSA | USW    | MON    | BEL    | ESP Nk | SWE    | FRA    | GBR    | GER    | AUT    | NED | ITA    | USA | CAN |     |          | 0    |
| 1981 | Banco Occidental  | Williams FW07 | Cosworth V8 | USW | BRA | ARG | SMR    | BEL    | MON    | ESP EX | FRA    | GBR    | GER    | AUT    | NED    | ITA | CAN    | CPL |     |     |          | 0    |
| 1982 | LBT Team March    | March 821     | Cosworth V8 | RSA | BRA | USW | SMR    | BEL Nk | MON Nk | DET Nk | CAN Nk | NED Nk | GBR    | FRA    | GER    | AUT | SUI    | ITA | CPL |     |          | 0    |

### Le Mans-i 24 órás autóverseny
| Év   | Csapat                | Autó          | Csapattárs    | Csapattárs       | Helyezés |
| ---- | --------------------- | ------------- | ------------- | ---------------- | -------- |
| 1981 | Team Lola             | Lola T600     | Guy Edwards   | Juan Fernández   | 15.      |
| 1982 | Grid Racing           | Grid Plaza S1 | Desiré Wilson | Alain de Cadenet | Kiesett  |
| 1986 | Danone Porsche España | Porsche 956   | Fermín Velez  | George Fouché    | 4.       |

## Külső hivatkozások
- Hivatalos honlapja (spanyolul)
- Profilja a grandprix.com honlapon (angolul)
- Profilja a statsf1.com honlapon (angolul)
- Profilja a driverdatabase.com honlapon (angolul)